# Jeroen de Man
 (février 2019).
Si vous disposez d'ouvrages ou d'articles de référence ou si vous connaissez des sites web de qualité traitant du thème abordé ici, merci de compléter l'article en donnant les références utiles à sa vérifiabilité et en les liant à la section « Notes et références ».
Pour les articles homonymes, voir Deman.
Jeroen de Man, né le 26 juin 1980 à Amersfoort,,, est un acteur et metteur en scène néerlandais.

## Filmographie

### Cinéma et téléfilms
- 2002 : Bewogen Stilleven : L'officier de police
- 2010 : De Troon (nl) : Le moine
- 2010 : Boijmans TV : L'artiste méconnu n°1
- 2011 : Bon Voyage : L'administrateur du crématorium
- 2011 : Van God los (nl) : Bertus
- 2012 : Mees Kees (nl) : Molenaar
- 2013 : De ontmaskering van de Vastgoedfraude (nl) : Diederik de Mijer
- 2013 : Daglicht (nl) : Finn
- 2014 : Bouwdorp (nl) : Stijn
- 2014 : Heer & Meester (nl) : André van Os
- 2014 : Suspicious Minds : Dennis
- 2016 : Prédateur : L'échevin du district
- 2016 : Alleen op de wereld : Pieter Discroll
- 2017 : Petticoat (série télévisée) (nl) : Verkruysse
- 2018 : Gelukzoekers (nl) : Le chef de la sécurité
- 2018 : Doris : Gijs

## Théâtre
- 2006 : Totaal Thomas
- 2007 : Rainer Maria
- 2009 : Alma Over
- 2010 : Gijsbrecht van Joost van den Vondel
- 2010 : Poëten en Bandieten
- 2012 : Villa Europa Over
- 2012 : Veel gedoe om niks
- 2013 : Viva la naturisteraçion!
- 2014 : Stroganoff
- 2014 : Gavrilo Princip
- 2015 : Bam
- 2016 : De meest zwaarmoedige voorstelling ooit waarvan het hele publiek moet huilen